# Maschio delle Faete
Il Maschio delle Faete (956 m s.l.m.) è la vetta più alta del gruppo dei Monti delle Faete, e la montagna più elevata dei Colli Albani, situata nel territorio di Rocca di Papa, facilmente riconoscibile anche da Roma, completamente sommersa dalla vegetazione di boschi di castagno e quercia. 

## Descrizione
Uno dei punti più panoramici che guardano verso Roma, insieme con il Monte Cavo fa parte del complesso del Vulcano Laziale, quiescente da alcune decine di migliaia di anni. In epoche geologiche la linea di cresta che lo collega a Monte Cavo formava il bordo di una grande caldera vulcanica; a sud della linea di cresta si trovano i Pratoni del Vivaro. 